# Scartella emarginata
Scartella emarginata är en fiskart som först beskrevs av Günther, 1861.  Scartella emarginata ingår i släktet Scartella och familjen Blenniidae. Inga underarter finns listade i Catalogue of Life.